# 埃舒布兰
埃舒布兰（法語：Échouboulains，法語發音：[eʃubulɛ̃] ⓘ）是法国塞纳-马恩省的一个市镇，属于默伦区。

## 地理
埃舒布兰（48°27'50"N, 2°56'44"E）面积20.91 平方千米，位于法国法蘭西島大區塞纳-马恩省，该省份为法国北部内陆省份，北起瓦兹省，西接埃松省、马恩河谷省、塞纳-圣但尼省和瓦兹河谷省，南至卢瓦雷省，东南接约讷省，东临马恩省和奥布省，东北接埃纳省。
与埃舒布兰接壤的市镇（或旧市镇、城区）包括：布里地区瓦朗斯、拉沙佩勒拉布莱、莱塞克雷讷、丰特纳耶、福尔日、布里地区拉瓦勒。

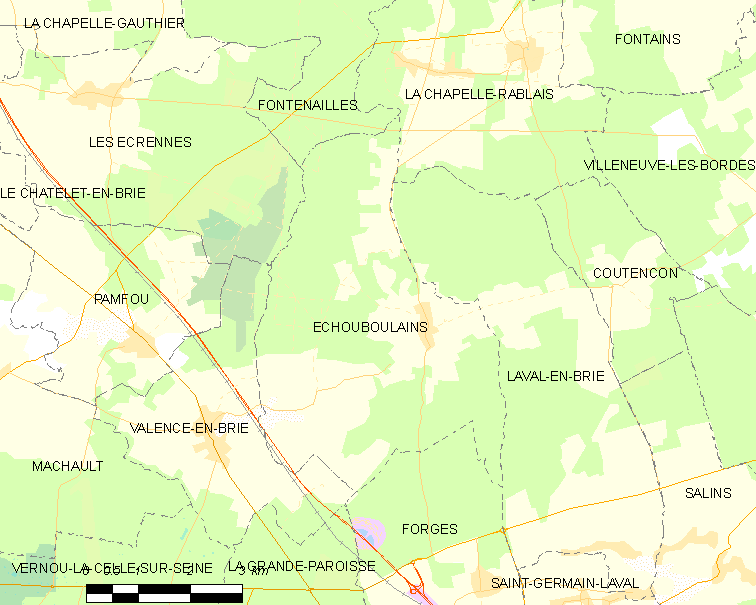
埃舒布兰的OSM定位图

埃舒布兰的时区为UTC+01:00、UTC+02:00（夏令时）。

## 行政
埃舒布兰的邮政编码为77830，INSEE市镇编码为77164。

## 政治
埃舒布兰所属的省级选区为楠日县。

## 人口

1962-2008年间埃舒布兰人口变化图示

埃舒布兰于2022年1月1日时的人口数量为557人。